# Odysseas Androutsos

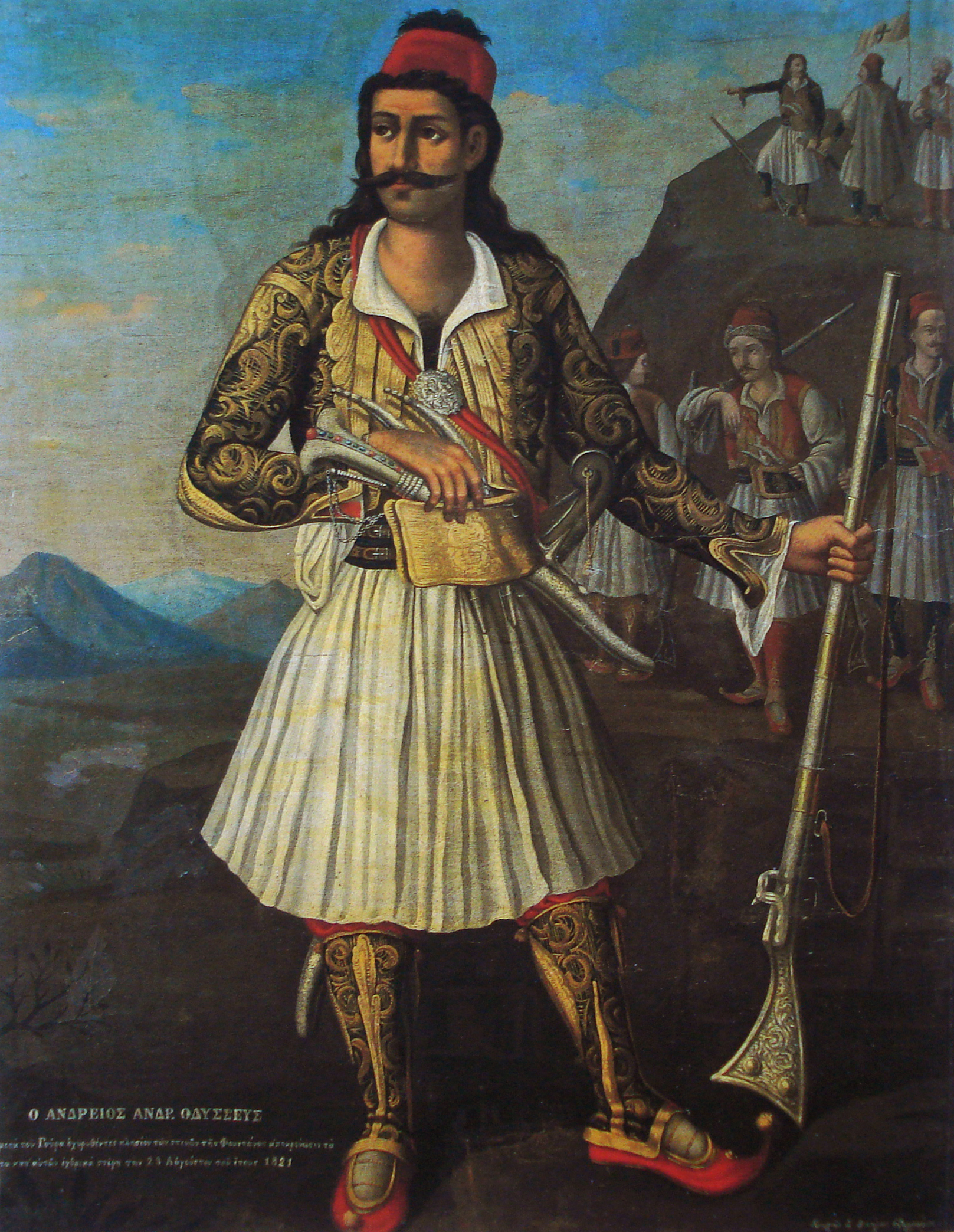
Odysseas Androutsos, Gemälde von Kostis Desyllas, 1870

Odysseas Androutsos (griechisch Οδυσσέας Ανδρούτσος, auch Odysseus Androutsos, * 1788 in Vathy, Ithaka; † 5. Juni 1825 in Athen) gilt in Griechenland als lange Zeit umstrittener Held der Griechischen Revolution, der vor allem für die Befreiung des Landes von der osmanischen Herrschaft kämpfte.

## Herkunft
Odysseas Androutsos’ Familie stammte aus dem Dorf Livanates im mittelgriechischen Fthiotida. Bereits sein Vater Andreas Androutsos war ein Armatole, ein Rebell gegen die osmanische Herrschaft. Dessen Freund Admiral Lambros Katsonis war der Taufpate von Odysseas. Er wuchs in Preveza auf. Nach dem Tod des Vaters holte ihn 1806 Ali Pascha Tepelena an seinen Hof. In dessen Diensten begann Androutsos eine militärische Laufbahn. Androutsos diente Ali Pascha als Armatole. 1818 schloss er sich jedoch der Filiki Eteria an, die sich für die Unabhängigkeit Griechenlands vom Osmanischen Reich einsetzte.

## Griechischer Befreiungskampf
Beim Ausbruch der Befreiungskämpfe befand sich Androutsos bei Patras. Er rief die Bewohner von Galaxidi auf, sich zu erheben.
Im Mai 1821 brach Omar Vryonis, der Kommandeur der Osmanischen Armee, in der Schlacht von Alamana den Widerstand der Griechen, tötete Androutsos' Freund Athanasios Diakos und rückte mit etwa 9.000 Mann nach Süden auf die Peloponnes vor, um den Aufstand niederzuschlagen. Odysseas Androutsos nahm mit einer Gruppe von etwa 120 Männern, unterstützt von Panourgias and Diovouniotis und ihren Leuten, eine Verteidigungsposition in einem Serail bei Gravia ein. Vryonis griff die Stellung an, wurde jedoch in verlustreichem Kampf mit über 300 Toten zurückgeschlagen. Schließlich musste er Verstärkung und Artillerie anfordern, aber die Griechen entkamen, bevor diese in Stellung gebracht wurde. Androutsos verlor in der Schlacht mutmaßlich nur sechs Mann.
Ende 1821 wurde er von den übrigen Kommandeuren als Oberkommandierender über die griechischen Streitkräfte in Roumeli bestimmt.

## Niedergang und Hinrichtung

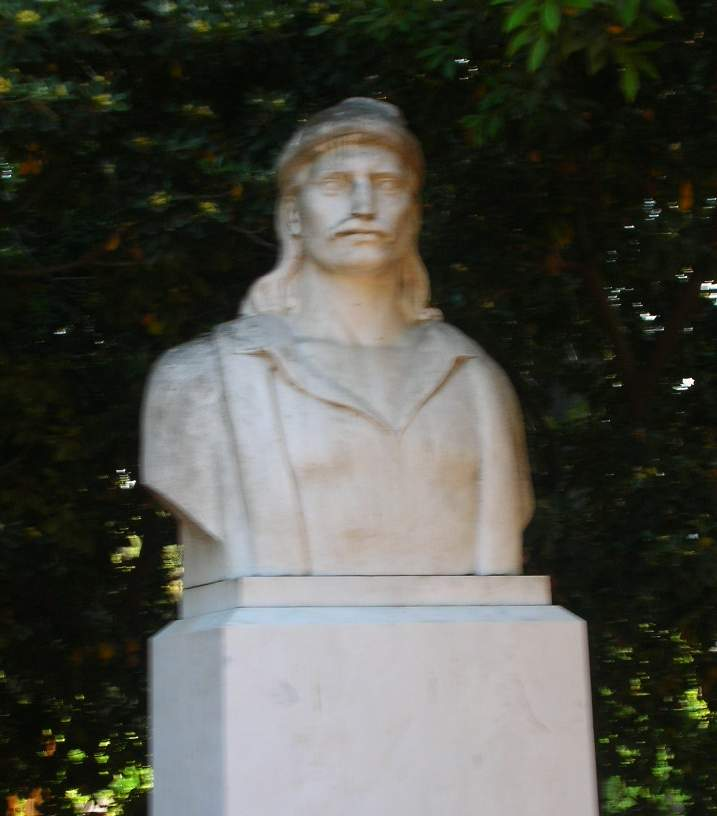
Büste von Odysseas Androutsos in Athen, Pedio Areos

Androutsos' Ruhm währte nicht lange. Schon im Frühjahr 1822 wurde er von seinem politischen Gegner Ioannis Kolettis beschuldigt, mit dem Feind zusammenzuarbeiten, und seines Kommandos enthoben. Er setzte jedoch seine Strategie, die durchaus auch Kontakte zu Vryonis und anderen osmanischen Führern einschloss, bis 1824 fort. 1825 nahm ihn die Regierung der Aufständischen in Haft. Der neue Kommandeur, Giannis Gouras, vorher Androutsos' Stellvertreter als Kommandeur, ließ ihn am 5. Juni 1825 ermorden. Auf der Akropolis in Athen, wo er gefangen gehalten wurde, drangen nachts vier Männer ein und töteten ihn. Seinen Körper warfen sie von einem nahe gelegenen Felsen, um vorzutäuschen, er sei bei einem Fluchtversuch umgekommen. Ein Wachsoldat, der Zeuge des Mordes war, deckte viele Jahre später gegenüber einem Staatsanwalt die Wahrheit auf; erst 1898 wurde seine Aussage veröffentlicht.
Nach seinem Tod blieb die Rolle von Androutsos umstritten. Während manche glaubten, er habe sein Land verraten, wiesen andere dies zurück und fragten, weshalb er erst tapfer sein Land verteidigt und es dann verraten haben sollte. Grund für die Anklage des Hochverrats mag gewesen sein, dass Androutsos von den meisten Politikern gefürchtet war.

## Grabstätte
Die Grabstätte von Leonidas Androutsos befindet sich auf dem Alten Südlichen Friedhof in München (Gräberfeld 16 – Reihe 1 – Platz 6) Standort.